# آب‌انبار قلعه کاخک
آب‌انبار قلعه کاخک مربوط به دوره قاجار - دوره پهلوی است و در شهر کاخک، مرکزشهر واقع شده و این اثر در تاریخ ۲۴ تیر ۱۳۸۲ با شمارهٔ ثبت ۹۲۵۵ به‌عنوان یکی از آثار ملی ایران به ثبت رسیده است.